# 延和朝鲜族乡
延和朝鲜族乡（中国朝鲜语：／）是中华人民共和国吉林省长春市榆树市下辖的一个民族乡，也是长春市唯一的一个朝鲜族乡，朝鲜族人口占全乡人口的94%，距榆树65公里。

## 行政区划
延和朝鲜族乡下辖以下村级行政区划单位：
延和村、龙和村和长福村。

## 特产
延和大米